# Eugenia pachychlamys
Eugenia pachychlamys är en myrtenväxtart som beskrevs av John Donnell Smith. Eugenia pachychlamys ingår i släktet Eugenia och familjen myrtenväxter. IUCN kategoriserar arten globalt som otillräckligt studerad. Inga underarter finns listade i Catalogue of Life.